# لاری بیکر (بازیکن هاکی روی چمن)
لاری بیکر (انگلیسی: Laurie Baker؛ زادهٔ ۶ نوامبر ۱۹۷۶) بازیکن هاکی روی یخ اهل ایالات متحده آمریکا بود.